# ليو مين
ليو مين (بالصينية: 刘敏) هي ممثلة صينية، ولدت في فبراير 1958 في خفي في الصين.